# Bolle Tham
Isak Lennart Bolle Tham, född 24 februari 1970, är en svensk arkitekt.
Bolle Tham är verksam vid Tham & Videgård Arkitekter som han grundade tillsammans med Martin Videgård 1999. Bolle Tham har tillsammans med Martin Videgård belönats med Kasper Salin-priset 2008 för Kalmar Konstmuseum och 2015 för Arkitekturskolan KTH i Stockholm. Bolle Tham är sedan 2016 ledamot av Konstakademien.